# Vitus Pro Cycling p/b Brother UK
Camiseta
Vitus Pro Cycling p/b Brother UK (código UCI: VIT) é uma equipa ciclista profissional britânico de categoria Continental.

## Material ciclista
A equipa utiliza bicicletas Vitus Bikes, vestuário desportivo Presca Teamwear, rodas Schwalbe, selins San Marco e componentes Mavic.

## Classificações UCI
A partir de 2005 a UCI instaurou os Circuitos Continentais da UCI, onde a equipa tem estado desde o ano 2010 (ano de sua fundação), registado dentro do UCI Europe Tour. Estando nas classificações do UCI Europe Tour Ranking, do UCI America Tour Ranking e do UCI Oceania Tour Ranking. As classificações da equipa e do seu ciclista mais destacado são as seguintes:

### UCI America Tour
| Temporada | Classificação por equipas | Melhor corredor | Posição |
| 2010-2011 | 40.º                      | Dan Fleeman     | 366.º   |
| 2011-2012 | 31.º                      | Daniel Holloway | 269.º   |
| 2012-2013 | 33.º                      | Rob Britton     | 191.º   |

### UCI Asia Tour
| Temporada | Classificação por equipas | Melhor corredor | Posição |
| 2018      | 99.º                      | Deins Kaņepējs  | 469.º   |

### UCI Europe Tour
| Temporada | Classificação por equipas | Melhor corredor | Posição |
| 2009-2010 | 105.º                     | Dan Fleeman     | 603.º   |
| 2010-2011 | 114.º                     | Richard Handley | 1128.º  |
| 2011-2012 | 100.º                     | James Sparling  | 459.º   |
| 2012-2013 | 82.º                      | Alexandre Blain | 316.º   |
| 2013-2014 | 96.º                      | Mark Christian  | 412.º   |
| 2015      | 111.º                     | Morgan Kneisky  | 654.º   |
| 2016      | 102.º                     | Albert Torres   | 546.º   |
| 2017      | 99.º                      | Enrique Sanz    | 489.º   |
| 2019      | 91.º                      | Scott Thwaites  | 452.º   |

### UCI Oceania Tour
| Temporada | Classificação por equipas | Melhor corredor    | Posição |
| 2011-2012 | 13.º                      | Bernard Sulzberger | 24.º    |

## Palmarés
Para anos anteriores, veja-se Palmarés da Vitus Pro Cycling p/b Brother UK

### Palmarés 2020

#### Circuitos Continentais da UCI
| Datas | Circuito | Carreiras | Ganhador |

## Elenco
Para anos anteriores, veja-se Elencos da Vitus Pro Cycling p/b Brother UK

### Elenco de 2020
| Nome                   | Nascimento | Nacionalidade | Equipa de 2019                   |
| Stephen Bradbury       | 19/10/1993 | Reino Unido   | SwiftCarbon Pro Cycling          |
| Adam Kenway            | 08/07/1987 | Reino Unido   | Vitus Pro Cycling p/b Brother UK |
| Christopher Latham     | 06/02/1994 | Reino Unido   | Vitus Pro Cycling p/b Brother UK |
| Tom Mazzone            | 09/07/1993 | Reino Unido   | Holdsworth Pro Racing (2018)     |
| Christopher McGlinchey | 31/03/1994 | Irlanda       | Vitus Pro Cycling p/b Brother UK |
| Darnell Moore          | 27/08/1996 | Irlanda       | Neoprofissional                  |
| Michael Mottram        | 08/06/1990 | Reino Unido   | Vitus Pro Cycling p/b Brother UK |
| Joe Nally              | 13/07/1999 | Reino Unido   | Neoprofissional                  |
| Frederik Schescke      | 19/09/1995 | Alemanha      | Vitus Pro Cycling p/b Brother UK |
| Joseph Sutton          | 26/09/1997 | Reino Unido   | Neoprofissional                  |
| Daniel Tulett          | 03/07/1999 | Reino Unido   | Team Wiggins Le Col              |
| Joey Walker            | 15/09/1997 | Reino Unido   | Madison Genesis                  |